# Santa Vera Cruz (La Rioja)
Santa Vera Cruz es una pequeña localidad del norte de la provincia de La Rioja, en el departamento Castro Barros, Argentina.
Se encuentra emplazada en medio de la montaña en cercanías de la localidad de San Pedro y del límite con el departamento Arauco. La principal vía de comunicación es la ruta nacional N.º 75. Conserva una magnífica y ocurrente construcción muy visitada, conocida como El Castillo del ermitaño Dionisio.
La localidad cuenta con una escuela de carácter rural y un centro de atención primaria en salud.
La iglesia de la Santa Vera Cruz ubicada frente a la plaza del pueblo es pequeña y sólida, de planta rectangular y tiene como particularidad el remate de cruces de piedra tallada, a diferencia de otros templos de la zona que son de hierro forjado.
Historia
Santa Vera Cruz posee un rico pasado indígena.
La presencia humana en el lugar se puede remontar a varios miles de años atrás: se ubica en la región transitada por grupos nómadas de cazadores recolectores (culturas Ampajango, Ayampitin) con creencias shamanisticas.)
El lugar reúne las características que hacían viable la estadía de grupos de 30 a 50 personas en sus recorridos en busca de sustento: agua, vegetación de algarrobo y otras plantas comestibles, pequeños mamíferos, suri, guanacos en las pampas de altura, madera para leña, variedad de piedras, cuevas y aleros para refugio. )
Posteriormente  la zona registra la llegada de grupos alfareros llegados del Norte que se asientan recreando una cultura centrada en la  agricultura y la caza del guanaco. 
Las investigaciones arqueológicas en sitios cercanos han hallado principalmente vestigios cerámicos que corresponden a las culturas Ciénaga y Aguada,  entre el 300 y 900 d. C.
Una primer etapa que abarcaría de ca. 200 al 660 d. C. caracterizado por la emergencia de grupos sedentarios, de estructura descentralizada de base familiar, escasa desigualdad y asociaciones comunitarias.  De esa época datan pircas, terrazas, morteros y fragmentos cerámicos del estilo Ciénaga o Saujil.
En una segunda etapa en torno al 600-800 d. C.,. extensible a todo el piedemonte oriental de la sierra de Velasco, con la llegada de la influencia Aguada surgen  estructuras comunitarias aldeanas asociadas a arquitectura de uso público y a espacios de producción agrícola de mayor tamaño, se intensifica la  producción, hay mayor integración residencial e interacción regional. Los cambios organizativos y espirituales se reflejan en la cerámica.
File:Museo LP 036 Aguada.JPG
Hacia el 900 d. C. cambios ecológicos, con disminución del agua disponible,  tuvieron serias repercusiones políticas y espirituales a nivel regional e hicieron mermar la población local. El sistema aldeano se habría desarticulado, produciéndose una reorganización social y una relocalización en las quebradas, estas últimas encontrándose a mayor altitud y con mayor disponibilidad de agua.
Con la llegada del Imperio Inca a la región (1430 d. C.), durante casi cien años quedó dentro de una provincia inca dependiente del Kollasuyu.
Los Incas denominaron diaguitas , (“gente de las sierras” en quechua).a los habitantes de la región, nombre que se mantuvo con la llegada de los españoles.
En Santa Vera Cruz no se han registrado hasta ahora rastros materiales de la dominación incaica, pese a la relativa cercanía de centros administrativos o defensivos incas, salvo el nombre antiguo del lugar (Cuchiyaco, del quechua: aguada de los chanchos). 
Los gobernantes incaicos tenían por método desplazar a las comunidades dentro de los territorios en función de sus necesidades. No sabemos la suerte corrida por la población remanente.
Tras un hiato de varios siglos en que permaneció deshabitada, en la última parte del siglo XIX Cuchiyaco  fue repoblado por familias provenientes de Anjullón.
El nombre quechua perduró hasta que la grey católica propuso cambiar el nombre primero a San Pablo, y luego a Santa Cruz, nombre con el que figura en mapas y señalizaciones,  generando confusiones con otro poblado de un departamento vecino. En fecha más reciente se oficializó el nombre actual.

## Población
Cuenta con 123 habitantes (Indec, 2010), lo que representa un incremento del 5% frente a los 117 habitantes (Indec, 2001) del censo anterior.
| Gráfica de evolución demográfica de Santa Vera Cruz entre 1991 y 2010 |
|                                                                       |
| Fuente: Censos nacionales del INDEC                                   |

## El Castillo de Dionisio

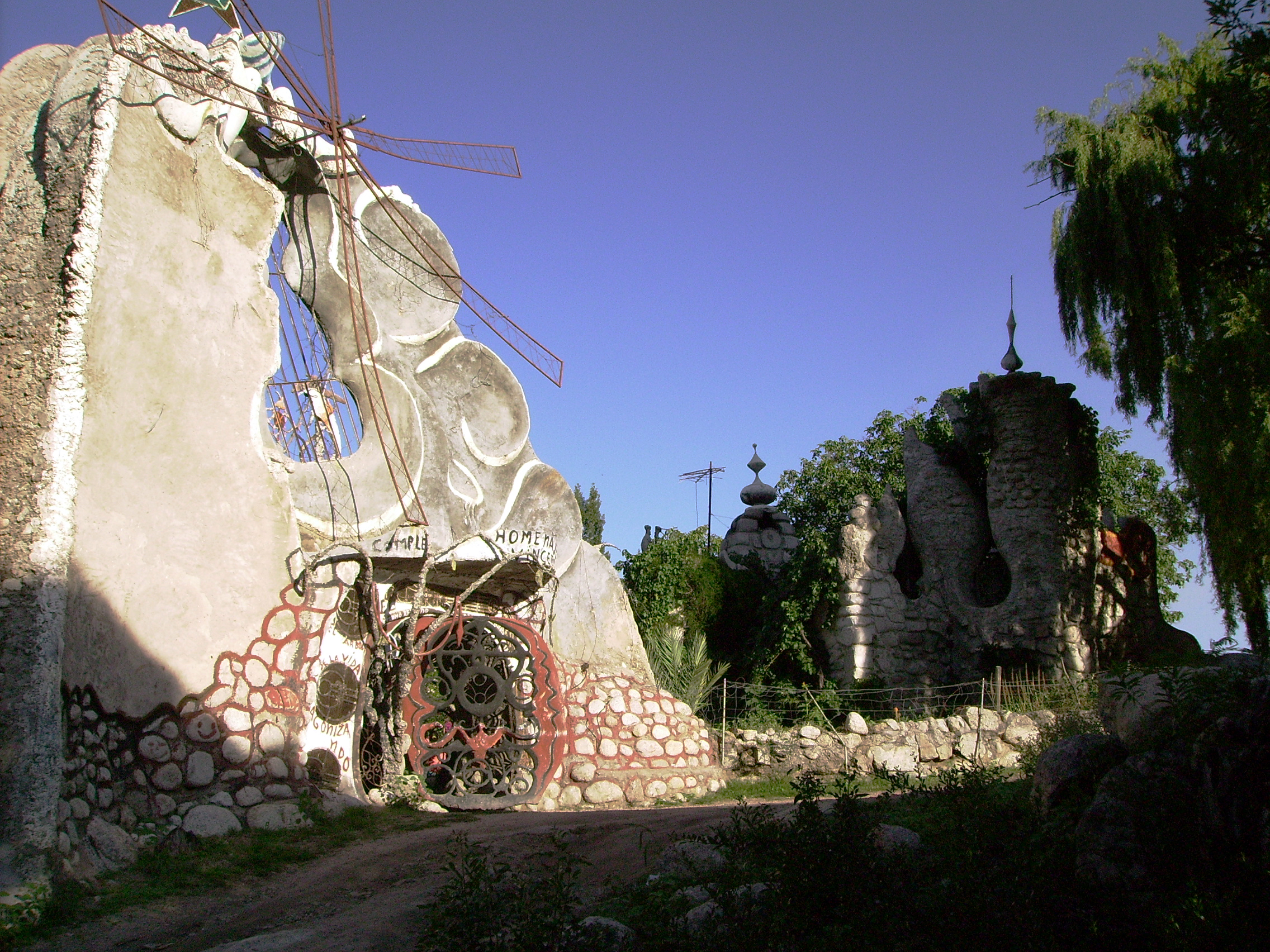
El Castillo de Dionisio Aizcorbi.

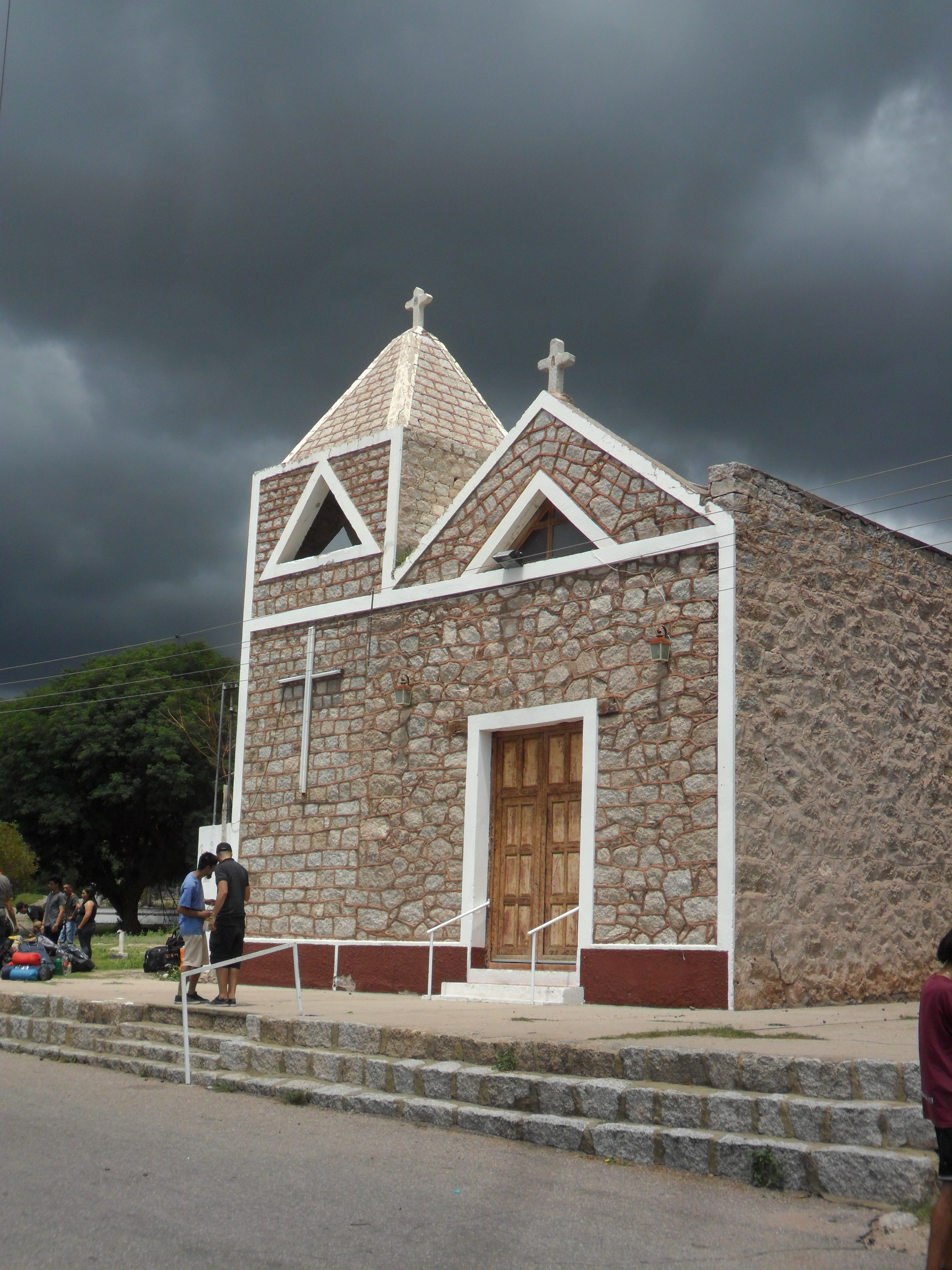
Iglesia de piedra frente a la plaza principal.

Dionisio Aizcorbi, oriundo de la provincia de Santa Fe se instaló en la zona hacia fines de la década de 1970, con el objeto de poner en práctica su particular concepción sobre la vida.

Durante alrededor de 30 años, hasta su fallecimiento ocurrido en el año 2004, edificó personalmente una vivienda de piedra y cemento de características especiales, constructivamente desarrollada a partir de sucesivos agregados y ampliaciones irregulares de diferente inspiración, tanto en lo funcional como en lo ornamental.

El resultado es lo que hoy se conoce como El Castillo de Dionisio, vivienda-museo que de modo casi surrealista reúne e integra elementos de diversos credos o mitologías, entre muchos otros una escultura en piedra que representa un barco vikingo, una imagen simbólica de Osiris y diversos elementos que evocan rituales budistas.
En la actualidad, con el objeto de ampliar el interés turístico del lugar, se han diseñado algunos circuitos de características recreativas y paisajísticas.

## Sismicidad
La sismicidad de la región de La Rioja es frecuente y de intensidad baja, y un silencio sísmico de terremotos medios a graves cada 30 años en áreas aleatorias.